# 异鳞杜鹃
异鳞杜鹃（学名：Rhododendron micromeres）为杜鹃花科杜鹃花属下的一个种。

## 扩展阅读
- 維基物種上的相關：异鳞杜鹃